# Поселковское сельское поселение
Поселковское сельское поселение — упразднённое муниципальное образование в составе Ершичского района Смоленской области России.
Административный центр — деревня Посёлки.
Образовано законом от 2 декабря 2004 года. Упразднено законом от 25 мая 2017 года с включением всех входивших в его состав населённых пунктов в Кузьмичское сельское поселение.

## Географические данные
- Общая площадь: 113,25 км²
- Расположение: восточная часть Ершичского района
- Граничит:
  - на северо-востоке — с Воргинским сельским поселением
  - на востоке — с Ершичским сельским поселением
  - на юге — с Беседковским сельским поселением
  - на юго-западе — с Беларусью
  - на западе и северо-западе — с Шумячским районом
- По территории поселения проходит автомобильная дорога Ершичи —Шумячи.

Крупные реки: Ипуть.

## Население
| 2011 | 2012 | 2013 | 2014 | 2015 | 2016 | 2017 |
| ---- | ---- | ---- | ---- | ---- | ---- | ---- |
| 205  | ↘198 | ↘197 | ↘189 | ↘176 | ↘161 | ↘157 |

## Населённые пункты
На территории поселения находилось 14 населённых пунктов.
- Посёлки, деревня
- Беловщина, деревня
- Высокий Борок, деревня
- Доброносичи, деревня
- Дубровка, деревня
- Жигаловка, деревня
- Посёлок Кирпичного Завода, посёлок
- Краснозаборье, деревня
- Пожарь, деревня
- Помозовка, деревня
- Пустая Буда, деревня
- Ровки, деревня
- Сморкачи, деревня
- Шадога, деревня

## Экономика
Сельхозпредприятие «Посёлки».